# Cicli Pinarello
La Cicli Pinarello S.r.l. è un'azienda trevigiana produttrice di telai per bici da corsa: dal 2023 la società appartiene ad un family office privato.

## Storia

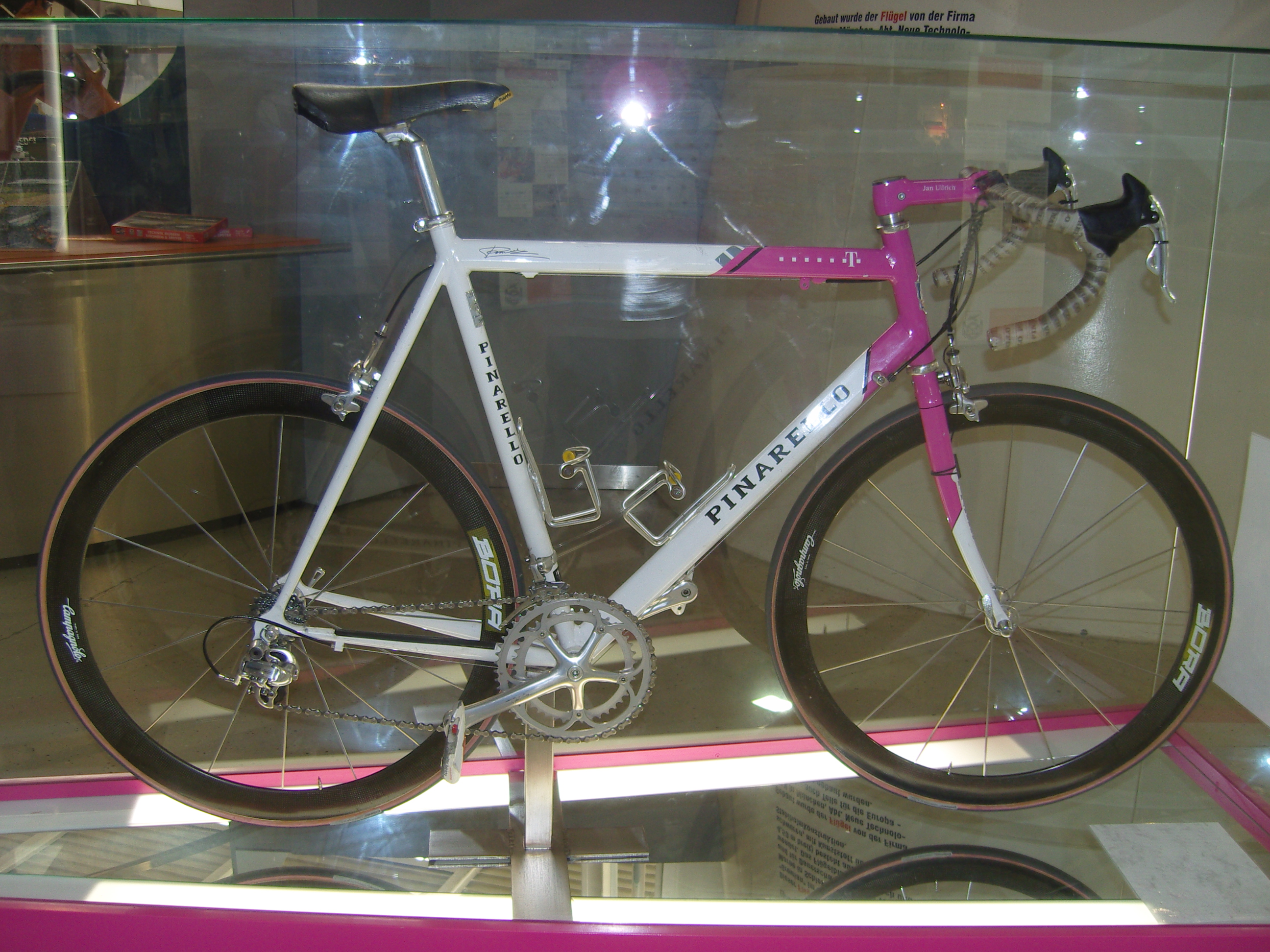
La bici utilizzata da Jan Ullrich nel Tour de France 1997

Nel corso degli anni hanno corso su bici Pinarello campioni come Lucien Van Impe, Franco Chioccioli, Mario Cipollini, Jan Ullrich, ma soprattutto Miguel Indurain, vincitore di ben cinque Tour de France consecutivi, quattro dei quali su Pinarello, e due Giri d'Italia.

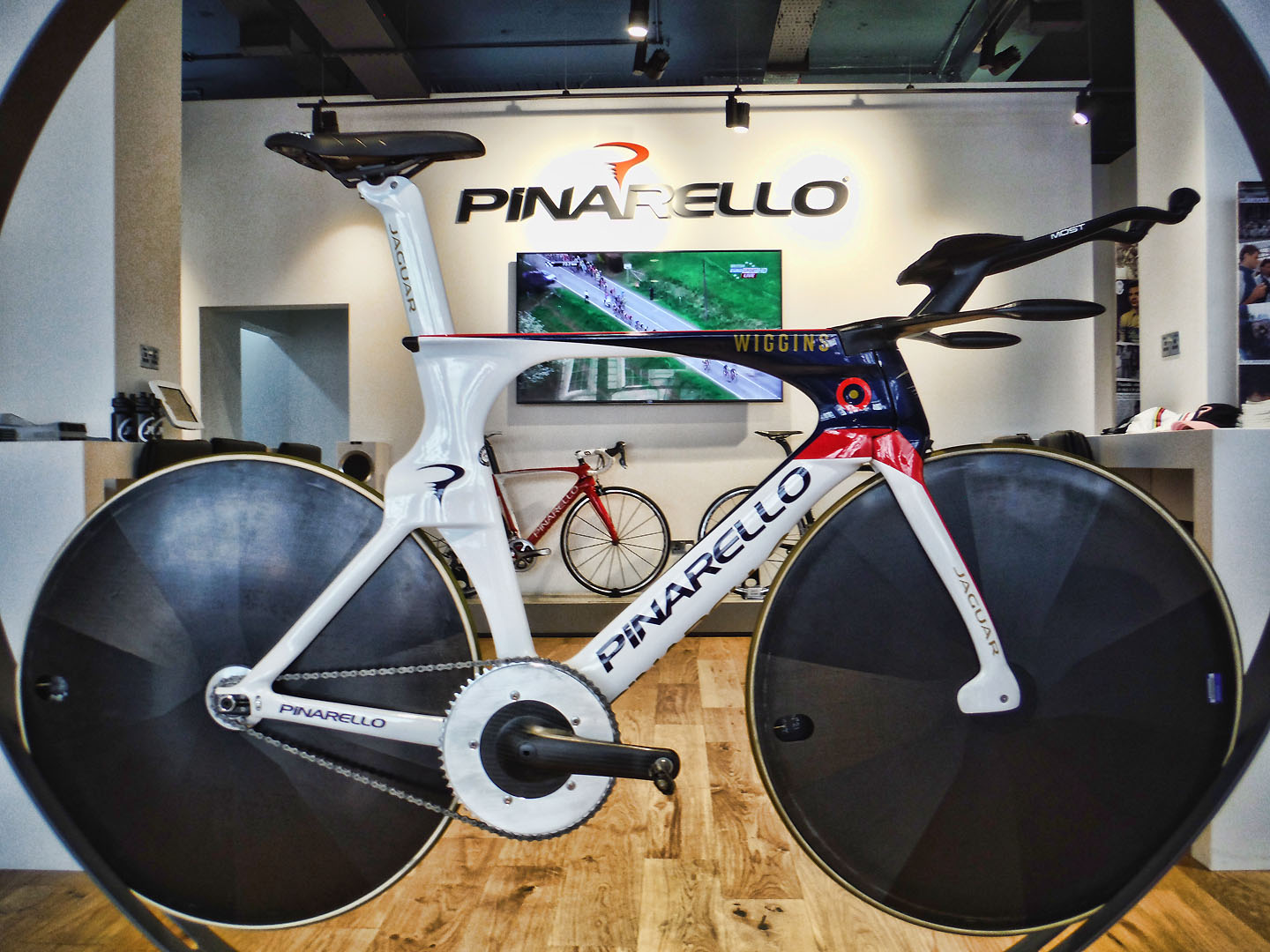
La bicicletta utilizzata da Bradley Wiggins per battere il record dell'ora

Dal 1952 venne aperto un negozio a Treviso che permise all'azienda, di carattere artigianale, di diventare uno dei punti di riferimento per tutta la provincia. La ditta venne fondata nel 1952 a Catena di Villorba da Giovanni Pinarello congiuntamente al fratello Carlo Pinarello e inizialmente produceva solamente bici da passeggio, mentre per le bici da corsa ci si appoggiava a produttori esterni.
Dal 1957 si iniziò a rifornire di biciclette la Padovani, una squadra ciclista locale. Nel 1967 le bici Pinarello entrarono nel mondo del professionismo con la squadra Mainetti, arrivando nel 1975 alla prima vittoria al Giro d'Italia con Fausto Bertoglio in maglia Jollj Ceramica.  Il primo Tour de France vinto è nel Tour de France 1988 con Pedro Delgado, che vinse anche la Vuelta nell'anno successivo.
Hanno usato bici Pinarello anche Alessandro Petacchi e Ivan Basso in maglia Fassa Bortolo, Alejandro Valverde e Nairo Quintana in maglia Movistar, ma anche, a partire dal 2010, tutto il Team Sky/Ineos, squadrone britannico vincitore di sette Tour de France in otto anni, con Bradley Wiggins (2012), Chris Froome (2013, 2015, 2016, 2017), Geraint Thomas (2018) ed Egan Bernal (2019), e della Vuelta a España 2017 e del Giro d'Italia 2018 ancora con Froome , del Giro d'Italia 2020  con Tao Geoghegan Hart e del Giro d'Italia 2021 con Egan Bernal. Nel 2022, sempre su una Pinarello, l’italiano Filippo Ganna ha battuto il record dell'ora, percorrendo 56,792 km.

## Palmarès

### Grandi Giri
- Giro d'Italia

1975 (F. Bertoglio)
1981 (G. Battaglin)
1991 (F. Chioccioli)
1992 (M. Indurain)
1993 (M. Indurain)
2018 (C. Froome)
2020 (T. Geoghegan Hart)
2021 (E.Bernal)
Vittorie finali: 8
- Tour de France

1988: (P. Delgado)
1992 (M. Indurain)
1993 (M. Indurain)
1994 (M. Indurain)
1995 (M. Indurain)
1996 (B. Riis)
1997 (J. Ullrich)
2006 (O. Pereiro Sio)
2012 (B. Wiggins)
2013 (C. Froome)
2015 (C. Froome)
2016 (C. Froome)
2017 (C. Froome)
2018 (G. Thomas)
2019 (E. Bernal)
Vittorie finali: 15
- Vuelta a España

1981 (G. Battaglin)
1989 (P. Delgado)
1998 (A. Olano)
1999 (J. Ullrich)
2009 (A. Valverde)
2011 (C. Froome)
2017 (C. Froome)
Vittorie finali : 7
- Campionati del mondo in linea

2013 (Rui Costa)
Vittorie finali : 1
- Campionati del mondo cronometro

1995 (M. Indurain)
1998 (A. Olano)
1999 (J. Ullrich)
2001 (J. Ullrich)
2002 (S. Botero)
2014 (B. Wiggins)
2015 (V. Kiryenka)
2020 e  2021 (F. Ganna)
Vittorie finali :9